# Яель Кастільйо
Яель Кастільйо (6 червня 1987) — мексиканський стрибун у воду.
Учасник Олімпійських Ігор 2008, 2012, 2016, 2020 років.
Призер Чемпіонату світу з водних видів спорту 2011, 2013, 2019 років.
Переможець Панамериканських ігор 2011, 2019 років.